# NBL 1988
Die NBL 1988 war die 10. Austragung der australasischen National Basketball League. Die mit dreizehn Teams aus Australien ausgetragene Meisterschaft begann am 12. Februar 1988 und endete am 7. August 1988. Im Finale konnte sich die Canberra Cannons in der Best-of-three-Serie gegen die North Melbourne Giants in drei Spielen durchsetzen und damit ihren dritten Meistertitel erringen.

## Modus
Jedes Team trägt in der regulären Saison zwölf Heim- und Auswärtsspiele aus. Die Spielzeit beträgt 4 × 12 Minuten. Die in der Endtabelle auf den Plätzen 3 bis 6 stehenden Teams qualifizieren sich für das Viertelfinale der Playoffs. Dabei treten der der dritte gegen den sechsten und der vierte gegen den fünften an. Die zwei Sieger ziehen ins Halbfinale ein, wo sie auf die an 1 und 2 gesetzten Teams treffen. In allen Runden gilt der best of three-Modus.

## Mannschaften
| Mannschaft             | Stadt                                  | Austragungsort                 | Plätze | Trainer         |
| ---------------------- | -------------------------------------- | ------------------------------ | ------ | --------------- |
| Adelaide 36ers         | Adelaide, South Australia              | Apollo Stadium                 | 3.000  | Gary Fox        |
| Brisbane Bullets       | Brisbane, Queensland                   | Brisbane Entertainment Centre  | 13.500 | Brian Kerle     |
| Canberra Cannons       | Canberra, Australian Capital Territory | AIS Arena                      | 5.200  | Jerry Lee       |
| Eastside Spectres      | Melbourne, Victoria                    | Burwood Stadium                | 2.000  | Brian Goorjian  |
| Geelong Supercats      | Geelong, Victoria                      | Geelong Arena                  | 2.000  | Pete Mathieson  |
| Hobart Tassie Devils   | Hobart Tasmania                        | Kingborough Sports Centre      | 1.800  |                 |
| Illawarra Hawks        | Wollongong, New South Wales            | Illawarra Basketball Stadium   | 2.000  | Dave Lindstrom  |
| Melbourne Tigers       | Melbourne, Victoria                    | The Glass House                | 7.200  | Lindsay Gaze    |
| Newcastle Falcons      | Newcastle, New South Wales             | Broadmeadow Basketball Stadium | 2.200  | Ken Cole        |
| North Melbourne Giants | Melbourne, Victoria                    | The Glass House                | 7.200  | Bruce Palmer    |
| Perth Wildcats         | Perth, Western Australia               | Perth Superdome                | 4.500  | Cal Bruton      |
| Sydney Kings           | Sydney, New South Wales                | State Sports Centre            | 5.006  | Claude Williams |
| Westside Saints        | Melbourne, Victoria                    | Keilor Stadium                 | 2.000  | Andris Blicavs  |

## Tabelle
Abschlusstabelle nach Ende der Hauptrunde
- Für das Play-off Halbfinale qualifiziert
- Für das Play-off Viertelfinale qualifiziert

| Pl.  | Team                   | Spiele | Siege | Niederlagen | Siegquote | Punkte+ | Punkte- | Punktedifferenz | Heimbilanz | Auswärtsbilanz |
| ---- | ---------------------- | ------ | ----- | ----------- | --------- | ------- | ------- | --------------- | ---------- | -------------- |
| 01.  | Adelaide 36ers         | 24     | 19    | 5           | 79,17 %   | 2744    | 2400    | +344            | 11:1       | 8:4            |
| 02.  | North Melbourne Giants | 24     | 18    | 6           | 75,00 %   | 2903    | 2697    | +206            | 9:3        | 9:3            |
| 03.  | Brisbane Bullets       | 24     | 18    | 6           | 75,00 %   | 2603    | 2423    | +180            | 9:3        | 9:3            |
| 04.  | Canberra Cannons       | 24     | 16    | 8           | 66,67 %   | 2691    | 2515    | +176            | 9:3        | 7:5            |
| 05.  | Newcastle Falcons      | 24     | 13    | 11          | 54,17 %   | 2850    | 2832    | +18             | 8:4        | 5:7            |
| 06.  | Perth Wildcats         | 24     | 13    | 11          | 54,17 %   | 2653    | 2573    | +80             | 9:3        | 4:8            |
| 07.  | Illawarra Hawks        | 24     | 11    | 13          | 45,83 %   | 2455    | 2410    | +45             | 6:6        | 5:7            |
| 08.  | Eastside Spectres      | 24     | 11    | 13          | 45,83 %   | 2495    | 2500    | −5              | 7:5        | 4:8            |
| 09.  | Hobart Tassie Devils   | 24     | 10    | 14          | 41,67 %   | 2298    | 2414    | −216            | 7:5        | 3:9            |
| 010. | Sydney Kings           | 24     | 10    | 14          | 41,67 %   | 2460    | 2554    | −94             | 7:5        | 3:9            |
| 011. | Westside Saints        | 24     | 9     | 15          | 37,50 %   | 2534    | 2589    | −53             | 6:6        | 3:9            |
| 012. | Melbourne Tigers       | 24     | 8     | 16          | 33,33 %   | 2562    | 2681    | −119            | 4:8        | 4:8            |
| 013. | Geelong Supercats      | 24     | 0     | 24          | 0,0 %     | 2298    | 2958    | −660            | 0:12       | 0:12           |

## Play-offs

### Modus
Die in der Endtabelle auf den Plätzen 3 bis 6 stehenden Teams qualifizieren sich für das Viertelfinale der Playoffs. Dabei treten der der dritte gegen den sechsten und der vierte gegen den fünften an. Die zwei Sieger ziehen ins Halbfinale ein, wo sie auf die an 1 und 2 gesetzten Teams treffen. In allen Runden gilt der best of three-Modus.

### Spiele
|  | Halbfinale | Halbfinale       | Halbfinale       | Halbfinale | Halbfinale |     |                        | Finale | Finale | Finale | Finale | Finale |
|  |            |                  |                  |            |            |     |                        |        |        |        |        |        |
|  | 1          | Adelaide 36ers   | 91               | 95         |            |     |                        |        |        |        |        |        |
|  | 4          | Canberra Cannons | 100              | 100        |            |     |                        |        |        |        |        |        |
|  | 4          | Canberra Cannons | 100              | 100        |            | 2   | North Melbourne Giants | 95     | 117    | 101    |        |        |
|  |            |                  |                  |            |            | 2   | North Melbourne Giants | 95     | 117    | 101    |        |        |
|  |            | 4                | Canberra Cannons | 120        | 101        | 108 |                        |        |        |        |        |        |
|  | 2          | 4                | Canberra Cannons | 120        | 101        | 108 | North Melbourne Giants | 105    | 137    | 134    |        |        |
|  | 2          |                  |                  |            |            |     |                        | 105    | 137    | 134    |        |        |
|  | 3          | Perth Wildcats   | 108              | 113        | 111        |     |                        |        |        |        |        |        |

## Individuelle Auszeichnungen
- Most Valuable Player der regulären Saison (Andrew Gaze Trophy): Joe Hurst (Hobart Tassie Devils)
- Rookie of the Year: Shane Heal (Brisbane Bullets)
- Best Defensive Player (Damian Martin Trophy): Phil Smyth (Canberra Cannons)
- Coach of the Year (Lindsay Gaze Trophy): Bruce Palmer (North Melbourne Giants)
- All-NBL First Team:
  - Phil Smyth (Canberra Cannons)
  - Andrew Gaze (Melbourne Tigers)
  - Leroy Loggins (Brisbane Bullets)
  - Mark Davis (Adelaide 36ers)
  - Tim Dillon (North Melbourne Giants)

- Grand Final Series MVP (Larry Sengstock Medal): Phil Smyth (Canberra Cannons)